# 청주시 흥덕구의 국회의원

## 행정구역 변천
- 1995년 1월 1일 충청북도 청주시 흥덕구 설치
- 2014년 7월 1일 청주시, 청원군이 통합하여 '청주시' 설치, 구제 실시로 흥덕구, 청원구, 상당구, 서원구 설치, 동 지역을 서원구로 분리

## 청주시 흥덕구의 역대 국회의원
| 대수   | 이름           | 소속정당     | 임기                              | 선거구역                                                                                             |
| ------ | -------------- | ------------ | --------------------------------- | --- |
| 제15대 | 오용운(吳龍雲) | 자유민주연합 | 1996년 5월 30일 ~ 2000년 5월 29일 | 청주시 흥덕구 일원                                                                                   |
| 제16대 | 윤경식(尹景湜) | 한나라당     | 2000년 5월 30일 ~ 2004년 5월 29일 | 청주시 흥덕구 일원                                                                                   |
| 제17대 | 오제세(吳濟世) | 열린우리당   | 2004년 5월 30일 ~ 2008년 5월 29일 | 청주시 흥덕구 갑: 사직1동, 사직2동, 사창동, 모충동, 산미분장동, 수곡1동, 수곡2동, 성화개신죽림동     |
| 제17대 | 노영민(盧英敏) | 열린우리당   | 2004년 5월 30일 ~ 2008년 5월 29일 | 청주시 흥덕구 을: 운천신봉동, 복대1동, 복대2동, 가경동, 봉명1동, 봉명2송정동, 강서1동, 강서2동       |
| 제18대 | 오제세(吳濟世) | 통합민주당   | 2008년 5월 30일 ~ 2012년 5월 29일 | 청주시 흥덕구 갑: 사직1동, 사직2동, 사창동, 모충동, 산남동, 분평동, 수곡1동, 수곡2동, 성화개신죽림동 |
| 제18대 | 노영민(盧英敏) | 통합민주당   | 2008년 5월 30일 ~ 2012년 5월 29일 | 청주시 흥덕구 을: 운천신봉동, 복대1동, 복대2동, 가경동, 봉명1동, 봉명2송정동, 강서1동, 강서2동       |
| 제19대 | 오제세(吳濟世) | 민주통합당   | 2012년 5월 30일 ~ 2016년 5월 29일 | 청주시 흥덕구 갑: 사직1동, 사직2동, 사창동, 모충동, 산남동, 분평동, 수곡1동, 수곡2동, 성화개신죽림동 |
| 제19대 | 노영민(盧英敏) | 민주통합당   | 2012년 5월 30일 ~ 2016년 5월 29일 | 청주시 흥덕구 을: 운천신봉동, 복대1동, 복대2동, 가경동, 봉명1동, 봉명2송정동, 강서1동, 강서2동       |
| 제20대 | 도종환(都鍾煥) | 더불어민주당 | 2016년 5월 30일 ~ 2024년 5월 29일 | 청주시 흥덕구 일원                                                                                   |
| 제21대 | 도종환(都鍾煥) | 더불어민주당 | 2016년 5월 30일 ~ 2024년 5월 29일 | 청주시 흥덕구 일원                                                                                   |
| 제22대 | 이연희(李蓮喜) | 더불어민주당 | 2024년 5월 30일 ~ 현재            | 청주시 흥덕구 일원                                                                                   |

## 같이 보기
- 청주시 흥덕구 을
- 청주시 흥덕구 (선거구)
- 청주시의 국회의원
- 청원군의 국회의원
- 청주시 상당구의 국회의원
- 청주시 청원구의 국회의원
- 청주시 서원구의 국회의원